# Bernard Courtois
Bernard Courtois (Dijon, 1777. február 8. – Párizs, 1838. szeptember 27.) francia gyógyszerész, vegyész, a jód felfedezője.

## Életpálya
Gyermekkori szabadidejét apja vegyipari gyárának laboratóriumában töltötte. 1791-től gyógyszerésztanonc lett. 1799-ben besorozták a francia hadseregbe, ahol gyógyszerészként szolgált. 1801-től Párizsban az École polytechnique hallgatója lett, ahol Antoine François-tól tanult vegyészetet. 1804-ben hazatért, hogy átvegye apja vállalkozásának vezetését. A napóleoni háborúkhoz sok puskapor kellett, de ennek gyártását hátráltatta a külföldi import blokádja. 1811-ben egy alkalommal túl sok kénsavat adott a salétromgyártás egyik fontos alapanyagához, a tengeri algák hamujához, ennek során lila párát kapott, amely lecsapódva sötét kristályokat alkotott. Az új elem számos vegyületét állította elő, megvizsgálta tulajdonságait, vegyész kollégáinak mintákat is küldött belőle. Felfedezését azonban elmulasztotta bejegyeztetni, ezért később más kémikusok, köztük Gay-Lussac és Humphry Davy is magának vindikálta fel az új elem felfedésének dicsőségét. 1813-ban jelentették be eredményeit, az elem később a jód nevet kapta Guy-Lussac-tól.
A Napóleon bukását követő békeidőkben a lőpor iránti igény lecsökkent, Courtois salétromgyára is tönkrement. Az 1820-as évektől Courtois jódvegyületek gyártásával próbálkozott, de üzleti siker nélkül. 1831-ben a Francia Természettudományi Akadémia, Louis Jacques Thénard javaslatára akadémiai díjat szavazott meg neki felfedezéseiért. 1838-ban szegénységben halt meg.

## Szakmai sikerek
- 1831-ben a Francia Természettudományi Akadémia a Montyon-díj részeként 6000 frankot adott neki a gyógyításban elért eredményességéért. A jódot széles körben alkalmazták a golyva gyógyítására.
- 1835-ben elismerték a jód felfedezőjeként.

## Emlékezete
- 1913-ban a Dijoni Académia falán emlékplakettet helyeztek el,
- 1914-ben Dijonban utcát neveztek el róla.

Szülővárosán, Dijon-on kívül Plombières-lès-Dijon, Brive-la-Gaillarde, Perpignan és Limoges városokban is utca viseli a nevét. Több orvosegyetemi előadótermet is elneveztek róla.